# كريل
الكريل (الاسم العلمي: Euphausia) هي جنس من المفصليات يتبع الفصيلة الكريلية من رتبة الكريليات.

## أنواع الكريل
- كريل أميركي (الاسم العلمي:Euphausia americana)
- كريل قصير (الاسم العلمي:Euphausia brevis)
- كريل كريستالي (الاسم العلمي:Euphausia crystallorophias)
- كريل ديوميدي (الاسم العلمي:Euphausia diomedeae)
- كريل متميز (الاسم العلمي:Euphausia distinguenda)
- كريل بهي (الاسم العلمي:Euphausia eximia)
- كريل مخادع (الاسم العلمي:Euphausia fallax)
- كريل بارد (الاسم العلمي:Euphausia frigida)
- كريل محدودب (الاسم العلمي:Euphausia gibba)
- كريل محدودباني (الاسم العلمي:Euphausia gibboides)
- كريل هانسني (الاسم العلمي:Euphausia hanseni)
- كريل نصف محدودب (الاسم العلمي:Euphausia hemigibba)
- كريل كروني (الاسم العلمي:Euphausia krohnii)
- كريل رقائقي (الاسم العلمي:Euphausia lamelligera)
- كريل طويل المنقار (الاسم العلمي:Euphausia longirostris)
- كريل ساطع (الاسم العلمي:Euphausia lucens)
- كريل مؤنف (الاسم العلمي:Euphausia mucronata)
- كريل كليل (الاسم العلمي:Euphausia mutica)
- كريل قزم (الاسم العلمي:Euphausia nana)
- كريل باسيفيكي (الاسم العلمي:Euphausia pacifica)
- كريل شبه محدودب (الاسم العلمي:Euphausia paragibba)
- كريل محدودب زائف (الاسم العلمي:Euphausia pseudogibba)
- كريل منحني (الاسم العلمي:Euphausia recurva)
- كريل سنزوي (الاسم العلمي:Euphausia sanzoi)
- كريل سيبوغي (الاسم العلمي:Euphausia sibogae)
- كريل مماثل (الاسم العلمي:Euphausia similis)
- كريل شوكي (الاسم العلمي:Euphausia spinifera)
- كريل رائع (الاسم العلمي:Euphausia superba)
- كريل مرهف (الاسم العلمي:Euphausia tenera)
- كريل ثلاثي الأشواك (الاسم العلمي:Euphausia triacantha)
- كريل فالنتيني (الاسم العلمي:Euphausia vallentini)